# Принуждение к публичным извинениям
Принудительное или вынужденное публичное извинение, при котором предполагаемого обидчика заставляют принести извинения, имеет долгую историю.
Философ XVIII века Иммануил Кант одобрял принудительное извинение как форму ритуального публичного унижения. Кант считал, что денежный штраф не является подходящим наказанием за оскорбление, нанесённое богатым человеком с высоким социальным статусом, потому что социальные издержки принесения каких-либо извинений человеку с низким статусом гораздо выше, чем финансовые издержки штрафа. Вместо этого Кант утверждал, что юридическое принуждение виновной стороны принести унизительные публичные извинения бедному или человеку с низким статусом является более подходящим наказанием, потому что оно наказывает человека, унизившего кого-то, тем, что тот унижается сам.
В современных западных культурах вынужденное извинение отвергается как бессмысленный театральный жест. Обычно считается, что извинение должно быть добровольным, чтобы быть приемлемым.

## По странам

### В Белоруссии
В 2020 году массовой публикацией извинений на камеру участников антиправительственных протестов занялись белорусские силовики.

### В Украине
Случаи принуждения к публичным извинениям встречались и до 2015 года, а также не ограничивались на постсоветском пространстве территорией России; так, в феврале 2014 года бойцов украинского «Беркута» заставили просить прощения за действия на «Евромайдане».